# Salomon Trismosin

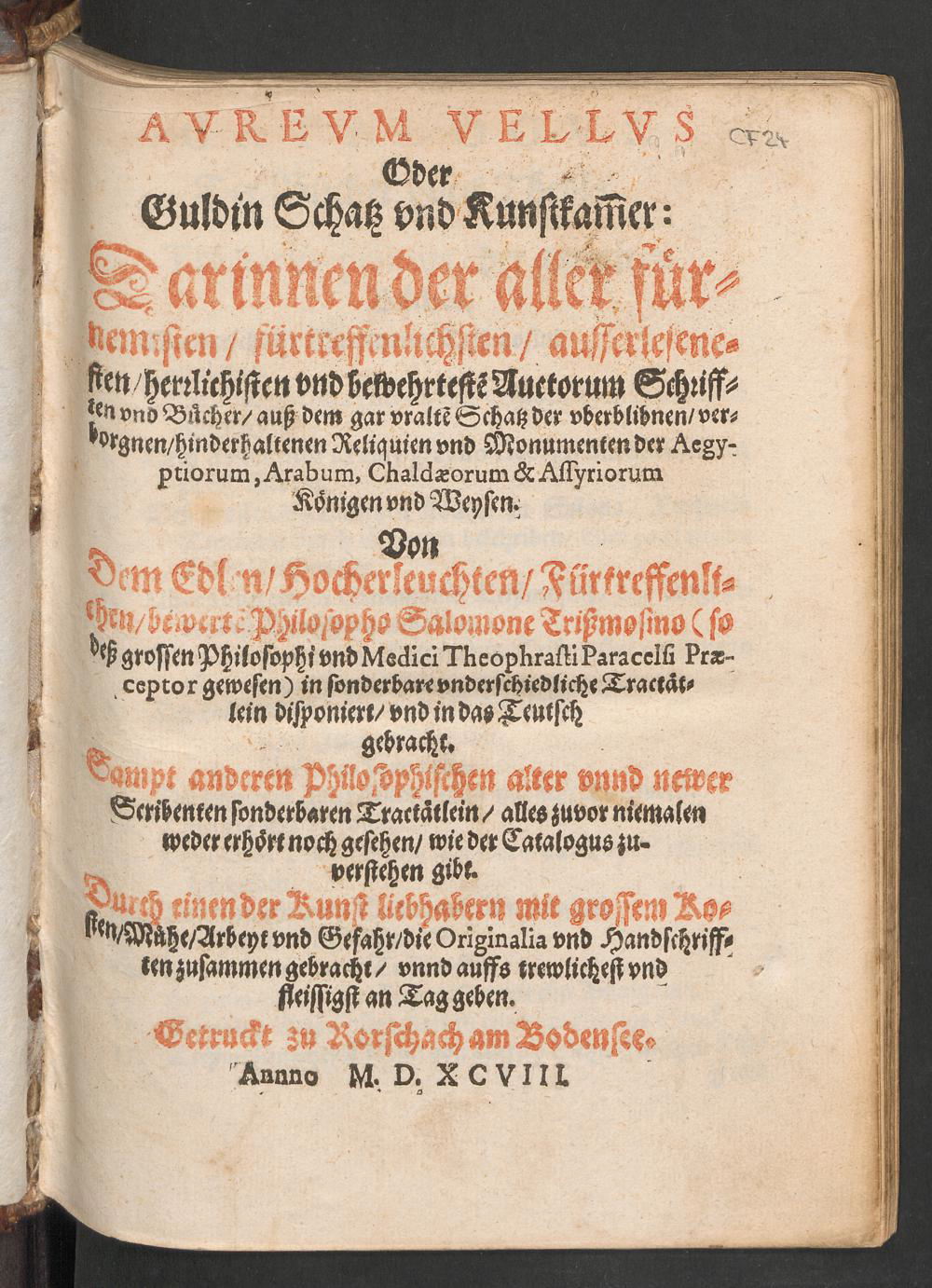
Aureum Vellus Titelblatt

Salomon Trismosin, auch Trissmosin, war ein legendärer deutscher Alchemist des 15. und 16. Jahrhunderts.
Er genoss zu seiner Zeit einen Ruf als hervorragender Alchemist, der auch das Geheimnis des Steins der Weisen kannte, und er schrieb angeblich um 1490 die Sammlung alchemistischer Schriften Aureum Vellus (oder Guldin Schatz und Kunstkamer) (Das Goldene Vließ), die zuerst 1598 in Rorschach gedruckt wurde. Ein zweiter Teil erschien 1604 in Basel und Neuauflagen 1708 und 1718 in Hamburg. Der Name stammt von der Sage vom Goldenen Vlies, das der Überlieferung nach eine Anweisung zum Goldmachen enthielt. Der Text enthält auch Schriften von Paracelsus (und einen Holzschnitt desselben), die Tabula Smaragdina, einen Text von Avicenna, Texte eines gewissen Korndorff und von Bischof Melchior von Brixen, Texte unbekannter Autoren und von Trismosin unter anderem den Text Splendor Solis. Trismosin war angeblich der Lehrer des Paracelsus (den er angeblich in Konstantinopel traf) und höchstwahrscheinlich (das vermutete z. B. schon Hermann Kopp) handelt es sich um eine erfundene Figur eines anonymen Autors der zweiten Hälfte des 16. Jahrhunderts in Südwestdeutschland, um den Schriften des Paracelsus mehr Bedeutung zu verleihen. Unter seinem Namen wurden aber auch weitere Schriften verbreitet.
Nach seinen eigenen Angaben im Eingangs-Traktat des Aureum Vellum kam er zuerst mit der Alchemie in Kontakt, als er eine Transmutation eines Bergmanns und Alchemisten namens Flocker sah. Um hinter das Geheimnis zu kommen, ging er ab 1473 auf Wanderschaft, besonders nach Italien, wo er einen Juden traf, der Zinn scheinbar in Silber verwandelte und als solches verkaufte. Er wurde dessen Assistent und kam mit ihm nach Venedig. Als er dort ebenfalls das vorgebliche Silber auf eigene Rechnung verkaufen wollte und vorher testen ließ, erwies es sich als falsch. Er verließ daraufhin den Juden und arbeitete eine Zeitlang als Laborant in einem großen chemischen Labor eines Edelmanns außerhalb von Venedig, das einen deutschen Chefchemiker namens Tauler hatte. Das endete, als sein Arbeitgeber bei der Festa della Sensa umkam, als ein Sturm die Boote überraschte. Von Venedig reiste er in den Orient, wo er arabische alchemistische Bücher kennengelernte, die er ins Griechische und Lateinische übersetzen ließ und die ihm das Geheimnis des Steins der Weisen verraten hätten.
Den Stein der Weisen erhält man dem Aureum Vellus nach durch Sublimation von Quecksilber mit Alaun, Salpeter und Kochsalz und mehrfacher Destillation mit Alkohol (zuletzt noch mit Zusatz von Blattgold). Mit dem Stein der Weisen habe er nicht nur unedle Metalle in Gold verwandelt, sondern sich auch verjüngt.
Ein alchemistisches Bildtraktat Splendor Solis wurde ihm ebenfalls (fälschlich) zugeschrieben (zuerst in der französischen Ausgabe 1612).